# Leitstern
Ein Leitstern ist in der Astronomie ein vom Beobachter ausgesuchter Stern zur Richtungskontrolle langzeitiger Himmelsaufnahmen. Normalerweise wird dabei das Teleskop bzw. der Astrograf der täglichen Drehung des Sternhimmels nachgeführt, um eine punktförmige Abbildung der Sterne zu erreichen. Sobald eine der Achsen des Instruments auch nur geringfügig von der Himmelsachse (Parallele zur Erdachse) abweicht, verzerren sich die Sternbildchen zu kurzen Strichspuren. Wird ein Leitstern anvisiert und im Blickfeld gehalten, erhöht sich die Genauigkeit der Nachführung erheblich. Siehe auch: Nachführung (Astronomie)
Auch in der Raumfahrt werden Leitsterne zur Ausrichtung von Sonden verwendet bzw. zur Kontrolle der Kreiselplattformen. Oft wird dazu der Stern Canopus nahe dem südlichen Ekliptikpol verwendet, weil er immer einen großen Winkelabstand von der Sonne hat.
Siehe auch:
- Künstlicher Leitstern
- Sternsensor